# Les Habits Noirs
Les Habits Noirs és una sèrie de llibres escrits en un període de trenta anys, comprenent onze novel·les, creada per Paul Féval, pare, un escriptor francès del segle xix.
Pels seus mètodes, temes i personatges, Les Habits Noirs és el precursor de la ficció d'avui sobre teories de la conspiració i crim organitzat. Els herois de Féval, des de Gregory Temple, el primer «detectiu» en la ficció detectivesca moderna, a Remy d'Arx, el magistrat investigador, són també els primers caràcters moderns de la seva classe.
El 1862, Féval va fundar la revista «Jean Diable», el nom de la seva novel·la homònima dels Habits Noirs, amb Émile Gaboriau, futur creador del detectiu de policia Monsieur Lecoq (un heroi, aparentment sense relació amb l'infame Lecoq dels Habits Noirs), com el seu assistent.

## Novel·les
- Les Mystères de Londres (1844)
- Bel Demonio (1850)
- Les Compagnons du Silence (1857)
- Jean Diable (1863) ISBN 1-932983-15-5
- Les Habits Noirs  (1863) ISBN 978-1-934543-03-0
- Coeur d'Acier (1865) ISBN 978-1-935558-05-7
- L'Avaleur de Sabre (1867)
- La Rue de Jerusalem (1868) ISBN 1-932983-46-5
- L'Arme Invisible (1869-70) ISBN 1-932983-80-5
- Les Compagnons du Trésor (1872) ISBN 978-1-934543-26-9
- La Bande Cadet (1875)